# 亚历珊德拉·巴赫慕托娃
亚历珊德拉·尼古拉耶夫娜·巴赫慕托娃（俄语：Алекса́ндра Никола́евна Па́хмутова，1929年11月9日—），苏联及俄罗斯作曲家，出生于斯大林格勒。巴赫慕托娃毕业于莫斯科音樂學院，创作的乐曲深得苏共中央总书记列昂尼德·勃列日涅夫的喜爱，曾两度获得苏联国家奖，1984年获苏联人民艺术家称号，1990年获社会主义劳动英雄称号。

## 作品
- 《歌唱动荡的青春》（1958年）
- 《光荣的引路人》（1962年）
- 《拥抱天空》（1966年）
- 《加加林星座》（1971年）
- 《战斗仍将继续》（1974年）
- 《再见，莫斯科》（1980年）
- 《哦，体育，你就是和平》（1982年）